# Вольная борьба на летних Олимпийских играх 1968 — до 70 кг
Соревнования по вольной борьбе в рамках Олимпийских игр 1968 года в лёгком весе (до 70 килограммов) прошли в Мехико с 17 по 29 октября 1968 года в «Ice Rink of the Insurgents».
Турнир проводился по системе с начислением штрафных баллов.
- 0 штрафных очков в случае чистой победы или дисквалификации противника, а также неявки;
- 0,5 штрафных очка в случае победы ввиду явного технического превосходства (на восемь и более баллов);
- 1 штрафное очко в случае победы по баллам (с разницей менее восьми баллов);
- 2 штрафных очка в случае результативной ничьей;
- 2,5 штрафных очка в случае безрезультатной ничьей (пассивной ничьей);
- 3 штрафных очка в случае поражения по баллам (с разницей менее восьми баллов);
- 3,5 штрафных очка в случае поражения ввиду явного технического превосходства соперника (на восемь и более баллов);
- 4 штрафных очка в случае чистого поражения или дисквалификации а также неявки.

Трое оставшихся борцов выходили в финал, где проводили встречи между собой. Встречи между финалистами, состоявшиеся в предварительных схватках, шли в зачёт. Схватка по регламенту турнира продолжалась 9 минут в три трёхминутных периода, в партер ставили менее активного борца. Мог быть назначен овертайм. 
В лёгком весе боролись 26 участников. Самым молодым участником был 19-летний Франциско Лебеке, самым возрастным 35-летний Стефанос Иоаннидис. Несмотря на то, что в соревнованиях участвовал действующий олимпийский чемпион и чемпион Европы 1968 года Енё Вылчев, фаворитом турнира был уже не он. Не было сомнений в том, что вряд ли кто-то сможет остановить Абдуллу Мовахеда, борца с феноменальной техникой, чемпиона мира 1965, 1966, 1967 годов, чьё последнее поражение датировалось Олимпийскими играми 1964 года. Так и получилось: легко побеждая Мовахед вышел в финал, куда вместе с ним вышел и Вылчев. Мовахеду было достаточно ничьей, но он всё-таки победил в достаточно закрытой финальной встрече. Третье место завоевал выбывший перед финалом Данзандаржаагийн Сэрээтэр.   

## Призовые места
- Абдулла Мовахед (IRI)
- Енё Вылчев (BUL)
- Данзандаржаагийн Сэрээтэр (MGL)

## Первый круг
| Штрафных баллов | Участник 1                      | Результат               | Участник 2                  | Штрафных баллов |
| --------------- | ------------------------------- | ----------------------- | --------------------------- | --------------- |
| 0               | Удэй Чанд (IND)                 | Туше (1:55)             | Анхель Альдама (GUA)        | 4               |
| 0               | Клаус Рост (FRG)                | Туше (2:20)             | Роджер Тилл (GBR)           | 4               |
| 1               | Франциско Лебеке (CUB)          | По очкам                | Карлос Альберто Варио (ARG) | 3               |
| 0,5             | Абдулла Мовахед (IRI)           | За явным превосходством | Горд Гарви (CAN)            | 3,5             |
| 0               | Гай Маршан (FRA)                | Туше (3:01)             | Элизео Салугта (PHI)        | 4               |
| 0,5             | Данзандаржаагийн Сэрээтэр (MGL) | За явным превосходством | Сидней Марш (AUS)           | 3,5             |
| 0,5             | Сейит Ахмет Аграли (TUR)        | За явным превосходством | Израэль Варгас (MEX)        | 3,5             |
| 1               | Мухаммад Тай (PAK)              | По очкам                | Стефанос Иоаннидис (GRE)    | 3               |
| 1               | Енё Вылчев (BUL)                | По очкам                | Ян Карлссон (SWE)           | 3               |
| 2               | Уэйн Уэллс (USA)                | Ничья                   | Зарбег Бериашвили (URS)     | 2               |
| 0               | Ион Эначе (ROU)                 | Туше (2:16)             | Северино Агильяр (PAN)      | 4               |
| 1               | Януш Пайяк (POL)                | По очкам                | Ака-Джахан Дастагир (AFG)   | 3               |
| 1               | Ивао Хориути (JPN)              | По очкам                | Карой Бузас (HUN)           | 3               |

## Второй круг
| Штрафных баллов | Участник 1                      | Результат                           | Участник 2                  | Штрафных баллов |
| --------------- | ------------------------------- | ----------------------------------- | --------------------------- | --------------- |
| 1               | Клаус Рост (FRG)                | По очкам                            | Удэй Чанд (IND)             | 3               |
| 4               | Роджер Тилл (GBR)               | Туше (2:15)                         | Анхель Альдама (GUA)        | 8               |
| 1               | Абдулла Мовахед (IRI)           | За явным превосходством             | Карлос Альберто Варио (ARG) | 6,5             |
| 1               | Франциско Лебеке (CUB)          | Туше (10:50)                        | Горд Гарви (CAN)            | 7,5             |
| 1               | Гай Маршан (FRA)                | По очкам                            | Сидней Марш (AUS)           | 6,5             |
| 0,5             | Данзандаржаагийн Сэрээтэр (MGL) | Туше (0:57)                         | Элизео Салугта (PHI)        | 8               |
| 1,5             | Сейит Ахмет Аграли (TUR)        | По очкам                            | Мухаммад Тай (PAK)          | 4               |
| 4               | Стефанос Иоаннидис (GRE)        | По очкам                            | Израэль Варгас (MEX)        | 6,5             |
| 3               | Уэйн Уэллс (USA)                | По очкам                            | Ян Карлссон (SWE)           | 6               |
| 4,5             | Зарбег Бериашвили (URS)         | Ничья                               | Енё Вылчев (BUL)            | 3,5             |
| 1               | Януш Пайяк (POL)                | Туше (1:14)                         | Северино Агильяр (PAN)      | 8               |
| 1               | Ивао Хориути (JPN)              | Дисквалификация                     | Ион Эначе (ROU)             | 4               |
| 6               | Карой Бузас (HUN)               | Дисквалификация обоих (пассивность) | Ака-Джахан Дастагир (AFG)   | 6               |

## Третий круг
| Штрафных баллов | Участник 1                      | Результат               | Участник 2               | Штрафных баллов |
| --------------- | ------------------------------- | ----------------------- | ------------------------ | --------------- |
| 3               | Удэй Чанд (IND)                 | Туше (2:07)             | Роджер Тилл (GBR)        | 8               |
| 2               | Клаус Рост (FRG)                | По очкам                | Франциско Лебеке (CUB)   | 4               |
| 1,5             | Абдулла Мовахед (IRI)           | За явным превосходством | Гай Маршан (FRA)         | 4,5             |
| 1,5             | Данзандаржаагийн Сэрээтэр (MGL) | По очкам                | Сейит Ахмет Аграли (TUR) | 4,5             |
| 3,5             | Енё Вылчев (BUL)                | Туше (1:38)             | Мухаммад Тай (PAK)       | 8               |
| 3               | Уэйн Уэллс (USA)                | Туше (8:15)             | Стефанос Иоаннидис (GRE) | 8               |
| 4,5             | Зарбег Бериашвили (URS)         | Туше (2:10)             | Ион Эначе (ROU)          | 8               |
| 2               | Ивао Хориути (JPN)              | По очкам                | Януш Пайяк (POL)         | 4               |

## Четвёртый круг
| Штрафных баллов | Участник 1                      | Результат               | Участник 2               | Штрафных баллов |
| --------------- | ------------------------------- | ----------------------- | ------------------------ | --------------- |
| 3               | Удэй Чанд (IND)                 | Туше (6:49)             | Франциско Лебеке (CUB)   | 8               |
| 2               | Абдулла Мовахед (IRI)           | За явным превосходством | Клаус Рост (FRG)         | 5,5             |
| 1,5             | Данзандаржаагийн Сэрээтэр (MGL) | Туше (1:52)             | Гай Маршан (FRA)         | 8,5             |
| 3,5             | Енё Вылчев (BUL)                | Туше (10:58)            | Сейит Ахмет Аграли (TUR) | 8,5             |
| 4               | Уэйн Уэллс (USA)                | По очкам                | Януш Пайяк (POL)         | 7               |
| 5,5             | Зарбег Бериашвили (URS)         | По очкам                | Ивао Хориути (JPN)       | 5               |

## Пятый круг
| Штрафных баллов | Участник 1              | Результат    | Участник 2                      | Штрафных баллов |
| --------------- | ----------------------- | ------------ | ------------------------------- | --------------- |
| 3               | Абдулла Мовахед (IRI)   | По очкам     | Удэй Чанд (IND)                 | 6               |
| 3,5             | Енё Вылчев (BUL)        | Туше (10:38) | Клаус Рост (FRG)                | 9,5             |
| 6,5             | Зарбег Бериашвили (URS) | По очкам     | Данзандаржаагийн Сэрээтэр (MGL) | 4,5             |
| 5               | Уэйн Уэллс (USA)        | По очкам     | Ивао Хориути (JPN)              | 8               |

## Шестой круг
| Штрафных баллов | Участник 1            | Результат | Участник 2                      | Штрафных баллов |
| --------------- | --------------------- | --------- | ------------------------------- | --------------- |
| 4               | Абдулла Мовахед (IRI) | По очкам  | Данзандаржаагийн Сэрээтэр (MGL) | 7,5             |
| 4,5             | Енё Вылчев (BUL)      | По очкам  | Уэйн Уэллс (USA)                | 8               |

## Финал
| Штрафных баллов | Участник 1            | Результат | Участник 2       | Штрафных баллов |
| --------------- | --------------------- | --------- | ---------------- | --------------- |
|                 | Абдулла Мовахед (IRI) | По очкам  | Енё Вылчев (BUL) |                 |